# チョマ (ザンビア)
チョマ（Choma）はザンビアの都市である。南部州の州都である。

## 交通

### 道路
- ルサカ＝リヴィングストン道路（英語版）

### 鉄道
- ザンビア鉄道（英語版）